# Inonotus japonicus
Inonotus japonicus är en svampart som beskrevs av Ryvarden 2005. Inonotus japonicus ingår i släktet Inonotus och familjen Hymenochaetaceae.   Inga underarter finns listade i Catalogue of Life.